# Basse-Terre (Île de la Tortue)
Basse-Terre este o comună din arondismentul Port-de-Paix, departamentul Nord-Ouest, Haiti.